# Chalarodendron fuscum
Chalarodendron fuscum är en svampart som beskrevs av C.J.K. Wang & B. Sutton 1984. Chalarodendron fuscum ingår i släktet Chalarodendron, divisionen sporsäcksvampar och riket svampar.   Inga underarter finns listade i Catalogue of Life.